# دوربین میدان وسیع و سیاره‌ای۲

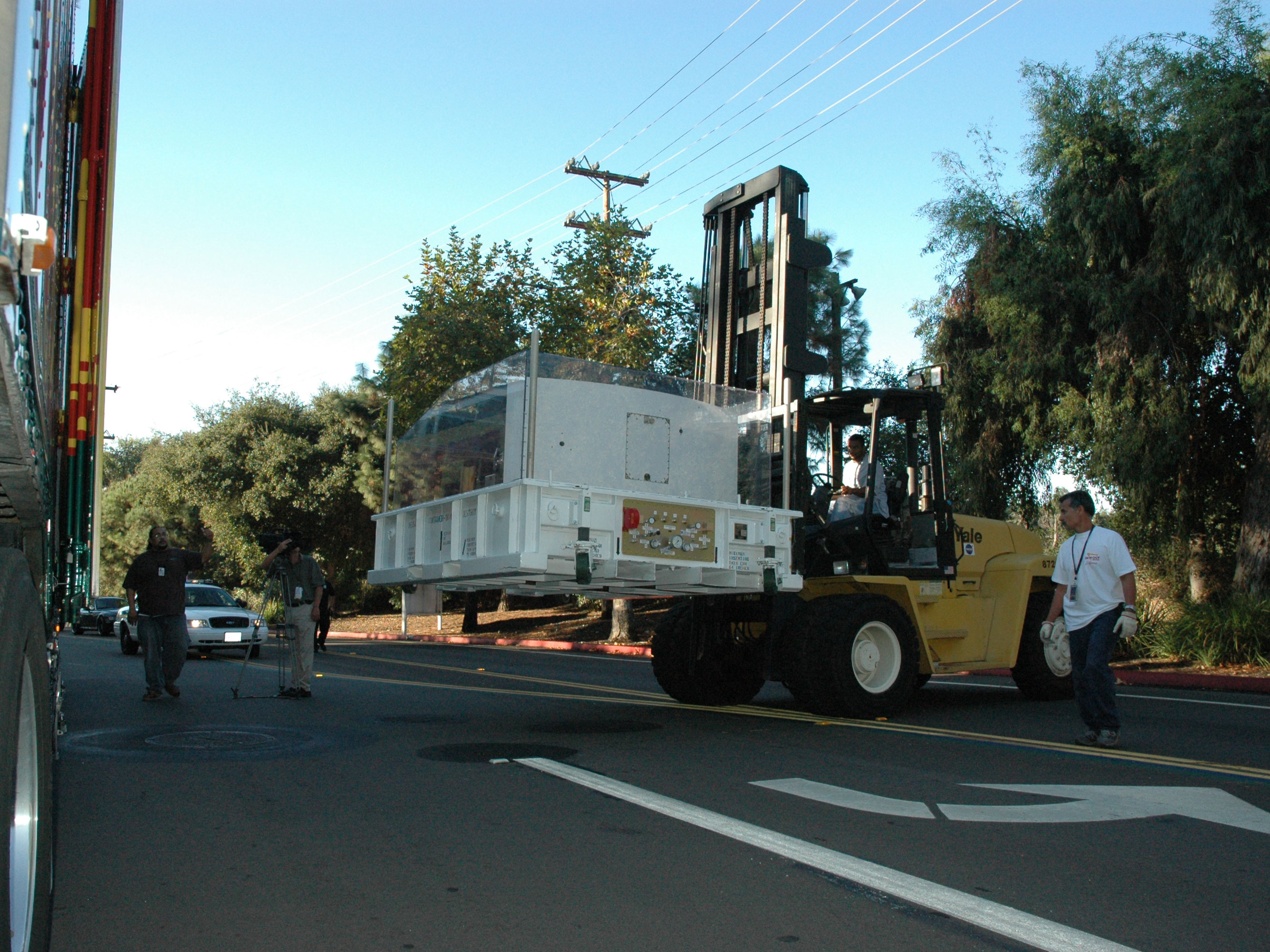
Brought back to Earth by the U.S. Space Shuttle, the WFPC is loaded for transport after display at JPL on its way to its final home at the موزه ملی هوافضای اسمیتسونین in 2010

Quantum efficiency of the CCD chip in the camera

دوربین میدان وسیع و سیاره‌ای۲ (انگلیسی: Wide Field and Planetary Camera 2) یا (WFPC2) دوربینی است که روی تلسکوپ فضایی هابل قبلاً نصب شده بود. این دوربین توسط آزمایشگاه پیش‌رانش جت ساخته شده و تقریباً به اندازهٔ یک گراند پیانوی کوچک است. این تلسکوپ در سال ۱۹۹۳ در مأموریت خدماتی اس‌تی‌اس-۶۱ از برنامه‌های شاتل بر روی هابل نصب شد و جایگزین دوربین اصلی میدان گسترده و سیاره‌ای تلسکوپ (WF/PC) شد. WFPC2 برای تصویربرداری از زمینه ژرف هابل در سال ۱۹۹۵، سحابی ساعت‌شنی و سحابی تخم‌مرغ در سال ۱۹۹۶، و «میدان ژرف هابل جنوبی» در سال ۱۹۹۸ استفاده شد. در طی مأموریت اس‌تی‌اس-۱۲۵، WFPC2 از هابل برداشته شد و با دوربین میدان وسیع ۳ در اولین راه‌پیمایی فضایی مأموریت در ۱۴ مه ۲۰۰۹ جایگزین شد.
پس از بازگشت به زمین، دوربین برای مدت کوتاهی در موزه ملی هوا و فضای آزمایشگاه پیش‌رانش جت؛ پیش از بازگشت به خانهٔ نهایی خود در موزه ملی هوافضای اسمیتسونین، نمایش داده شد.